# Cercophonius sulcatus
Espèce
Cercophonius sulcatus est une espèce de scorpions de la famille des Bothriuridae.

## Distribution
Cette espèce est endémique d'Australie-Occidentale. Elle se rencontre au Great Southern, au South West, au Peel, dans le Sud et l'Ouest du Wheatbelt et dans le Sud du Goldfields-Esperance.

## Description
Le mâle décrit par Acosta en 1990 mesure 26,32 mm et la femelle 30,30 mm.

## Publication originale
- Kraepelin, 1908 : Scorpiones. Die fauna Südwest-Australiens, W. Michaelsen and R. Hartmeyer eds., G. Fischer, Jena, vol. 2, no 7, p. 87-104 (texte intégral).